# Chilia lui Daniil Sihastrul

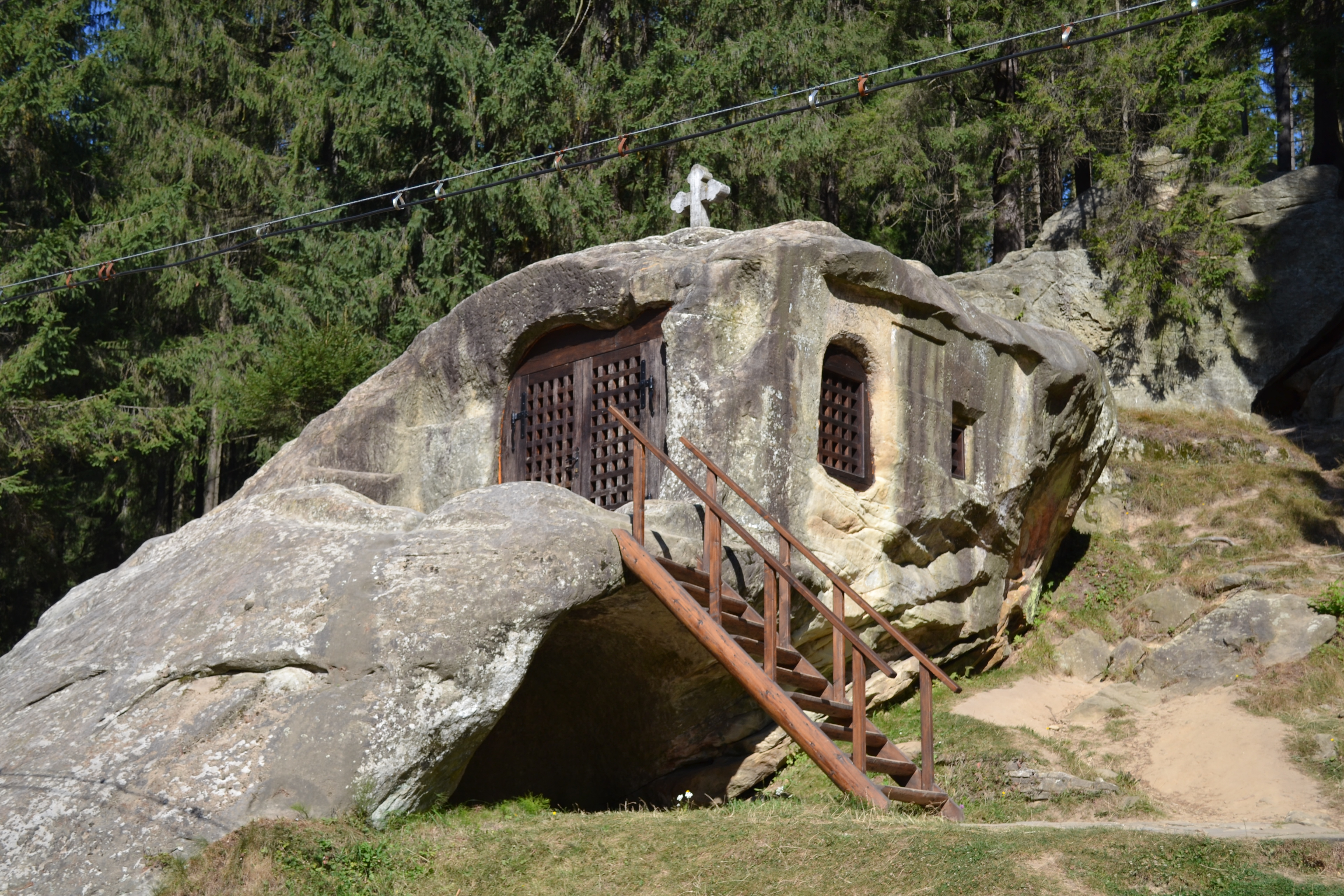
Chilia lui Daniil Sihastrul

Chilia lui Daniil Sihastrul este o grotă săpată într-o stâncă de pe valea pârâului Vițău, în care a viețuit ca pustnic Cuviosul Daniil Sihastrul. Ea se află la o distanță de circa 1 km de Mănăstirea Putna (județul Suceava).
Chilia lui Daniil Sihastrul a fost inclusă pe Lista monumentelor istorice din județul Suceava din anul 2015, având codul de clasificare  SV-II-m-B-05593. 

## Cuviosul Daniil Sihastrul
Pentru mai multe detalii, vedeți Daniil Sihastrul.
Daniil Sihastrul s-a născut la începutul secolului al XV-lea, într-un sat din apropierea orașului Rădăuți, primind la botez numele Dumitru. La vârsta de 16 ani, a fost călugărit cu numele David la Mănăstirea „Sfântul Nicolae” din Rădăuți și apoi a fost hirotonit preot, devenind un duhovnic renumit. După un timp, s-a retras la Mănăstirea „Sfântul Laurențiu” de lângă satul Vicovu de Sus.
Simțind nevoia de mai multă liniște, a devenit schimnic cu numele de Daniil și s-a retras la Putna, pe malul pârâului Vițău. Acolo a găsit o stâncă în care a dăltuit un paraclis. Se mai văd și azi pronaosul, naosul și altarul, iar dedesubt o încăpere, săpată tot în piatră, care îi slujea drept chilie. Aici a venit Ștefan cel Mare în anul 1451, după uciderea tatălui său Bogdan al II-lea, la Reuseni, pustnicul Daniil proorocind că în curând va deveni domnitor al Moldovei, ceea ce s-a și întâmplat în anul 1457. 
Tot la îndemnul lui Daniil Sihastrul, Ștefan cel Mare construiește Mănăstirea Putna în anul 1466. După sfințirea în 1470 a acestui lăcaș, se retrage la Voroneț, pe malul pârâului Voroneț, sub stânca Șoimului, unde își continuă viața monahală. La Voroneț îl vizitează din nou Ștefan cel Mare, după înfrângerea de la Războieni din 1476, cerându-i sfatul. Daniil Sihastrul l-a sfătuit să continue luptele cu turcii, prevăzând că va birui, ceea ce s-a și întâmplat. În amintirea acestei victorii, domnitorul a construit în anul 1488 Mănăstirea Voroneț. După sfințirea mănăstirii, Daniil se mută de la chilie în mănăstire. Aici își petrece ultima parte a vieții, fiind ales ca egumen al mănăstirii. A decedat în anul 1496 și a fost înmormântat în biserica Mănăstirii Voroneț. Pe piatra de mormânt care s-a făcut la dorința lui Ștefan cel Mare stă scris: „Acesta este mormântul părintelui nostru David, schimonahul Daniil”.
A fost considerat sfânt încă din timpul vieții, vindecând pe cei bolnavi, alungând demonii și alinând suferințele.  El a fost canonizat de Biserica Ortodoxă Română în ședința din 20-21 iunie 1992 a Sfântului Sinod, cu numele de "Sfântul Cuvios Daniil Sihastrul" și zi de prăznuire la 18 decembrie. 

## Chilia săpată în stâncă
Fiind un duhovnic renumit, ieromonahul David de la Mănăstirea „Sf. Lavrentie” era asaltat de o mulțime de credincioși care-i cereau ajutorul în diverse probleme. Dorind să se roage în liniște, el a îmbrăcat schima cea mare, primind numele de schimonah de Daniil. El s-a retras ca pustnic (sihastru) într-o zonă împădurită ascunsă și greu accesibilă, înspre munte, în apropierea vărsării pârâului Vițău în râul Putna.
La începutul secolului al XX-lea, folcloristul și istoricul Dimitrie Dan (1856-1927), membru al Academiei Române, a cules o legendă populară în care se vorbește de retragerea pustnicului Daniil în aceste locuri. Această legendă a fost publicată în revista „Șezătoarea” din Fălticeni. „S-a hotărât să se tragă până la sfârșitul vieții în fundul munților, într-un loc cu totul neumblat și pustiu și să se facă sihastru. Și așa și făcu. Se trase adică într-un codru necălcat de picior de om, care era între munții de la asfințit și cei de la miazănoapte de la mănăstirea Sfântului Laurențiu și într-o depărtare ca de un ceas și mai bine. Aici află Daniil un locșor ce-i venea la îndemână, fiindcă una: locul era pustiu; al doilea: lângă el curgea în vale un pârâu cu o lingură de apă, și al treilea: că aici codrul era plin de stânci uriașe. Și mai ales această de pe urmă însușire a locului se lovea cu dorința lui ca să se faca sihastru. El, adică, se hotărî să-și scobească într-o stâncă de aici o chilie, unde să se poată adăposti de greul iernii, de ploi și de fiarele cele răpitoare. Ani întregi petrecu bietul sihastru în genunchi cu dalta-n mână, cioplind necontenit și din greu în vârtoasa stâncă. După o muncă strașnic de grea, ostenitoare și îndelungată își văzu și el sfârșită chilia, cu ajutorul lui Dumnezeu, la care nădăjduia mereu. Această chilie se poate vedea și astăzi în Putna.” 
După cum spune tradiția, el a săpat cu dalta într-o stâncă înălțată deasupra văii Vițăului un paraclis, iar dedesubt se află un alt loc scobit în piatră, care îi slujea drept chilie. 
Paraclisul are trei despărțituri (pronaos, naos și altar), o lungime de 9.25 metri și o înălțime de 2 metri. Între naos și altar se afla un mic iconostas, iar bolta a fost zugrăvită, fiind vizibile și astăzi urme de culori obținute din fierturi de plante. Într-o scobitură mică din peretele altarului era așezată o icoană. Pe peretele naosului, lângă fereastră, se află săpată o cruce și câteva slove care datează din anul 1499.  Încăperea aflată sub paraclis era folosită de sihastru drept chilie, aici nevoindu-se zi de zi în post aspru, tăcere și rugăciuni neîncetate. 
Tradiția spune că sihastrul Daniil a viețuit în aceste locuri timp de 20 de ani. Vestea despre acest evlavios sihastru s-a răspândit repede, iar Daniil a început să fie căutat de o mulțime de credincioși cărora le citea rugăciuni pentru izbăvirea de boli și suferințe, precum și de monahi ori pustnici din întreaga Moldovă care-i cereau îndemnuri și sfaturi duhovnicești.
Despre Daniil Sihastrul a auzit și tânărul Ștefan, fiul fostului voievod Bogdan al II-lea. El a venit aici în jurul anului 1451, după uciderea tatălui său la Reuseni, iar pustnicul Daniil i-a prezis că în curând va deveni domnitor al Moldovei, ceea ce s-a și întâmplat în anul 1457. Ajuns domnitor, Ștefan cel Mare a construit în anul 1466 Mănăstirea Putna, în apropierea chiliei lui Daniil Sihastrul. 
După sfințirea în 1470 a bisericii Mănăstirii Putna, sihastrul Daniil s-a retras în pădurea de pe malul râului Voroneț, sub stânca Șoimului, unde și-a continuat viața monahală. 
În prezent, Chilia lui Daniil Sihastrul a deveniut un loc de pelerinaj, aici venind anual mii de turiști din țară și din străinătate.

## Imagini

Daniil Sihastrul reprezentat ca sfânt pe pereţii exteriori ai bisericii Mănăstirii Voroneţ
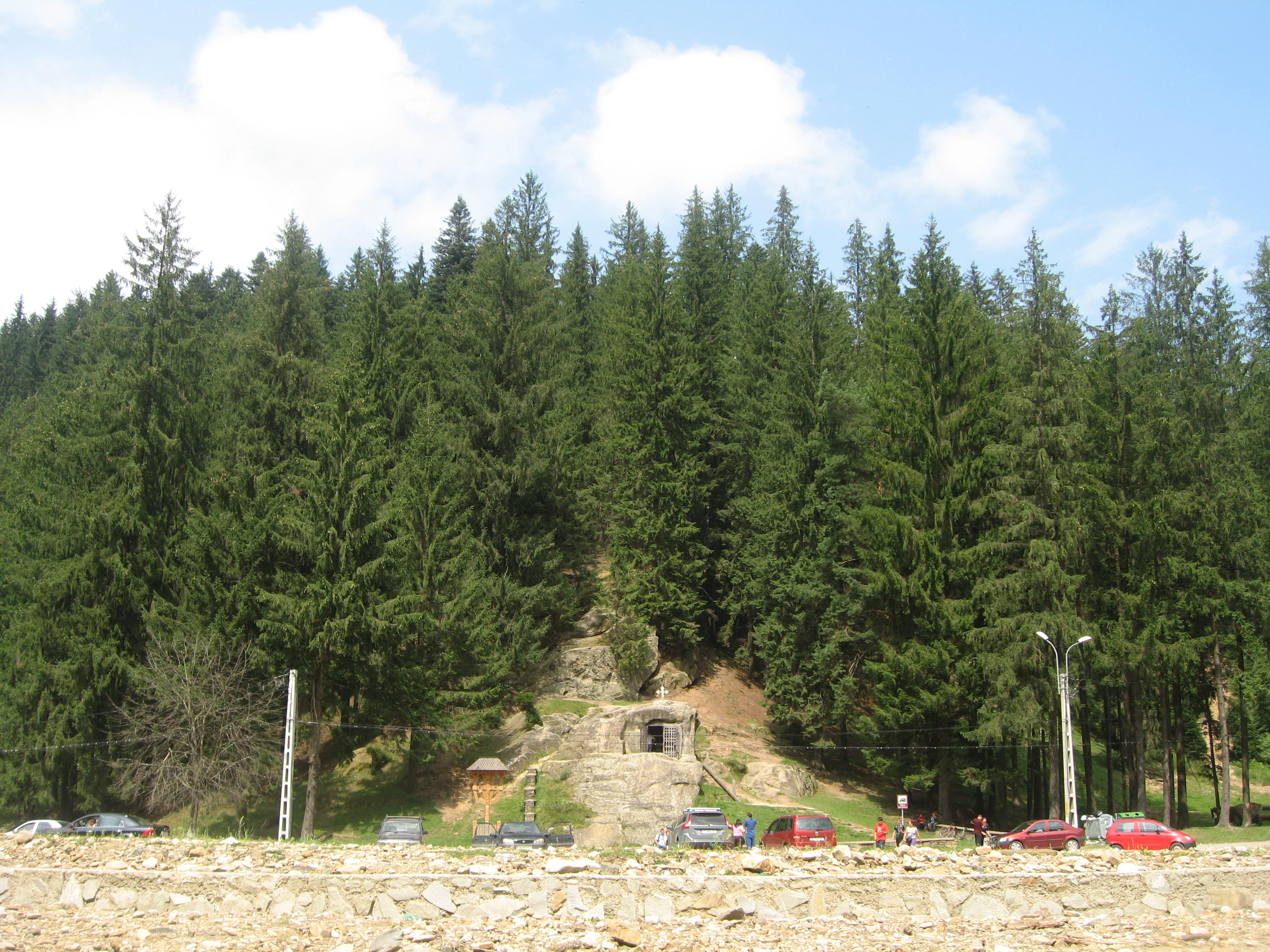
Chilia lui Daniil Sihastrul văzută de pe Valea Viţăului
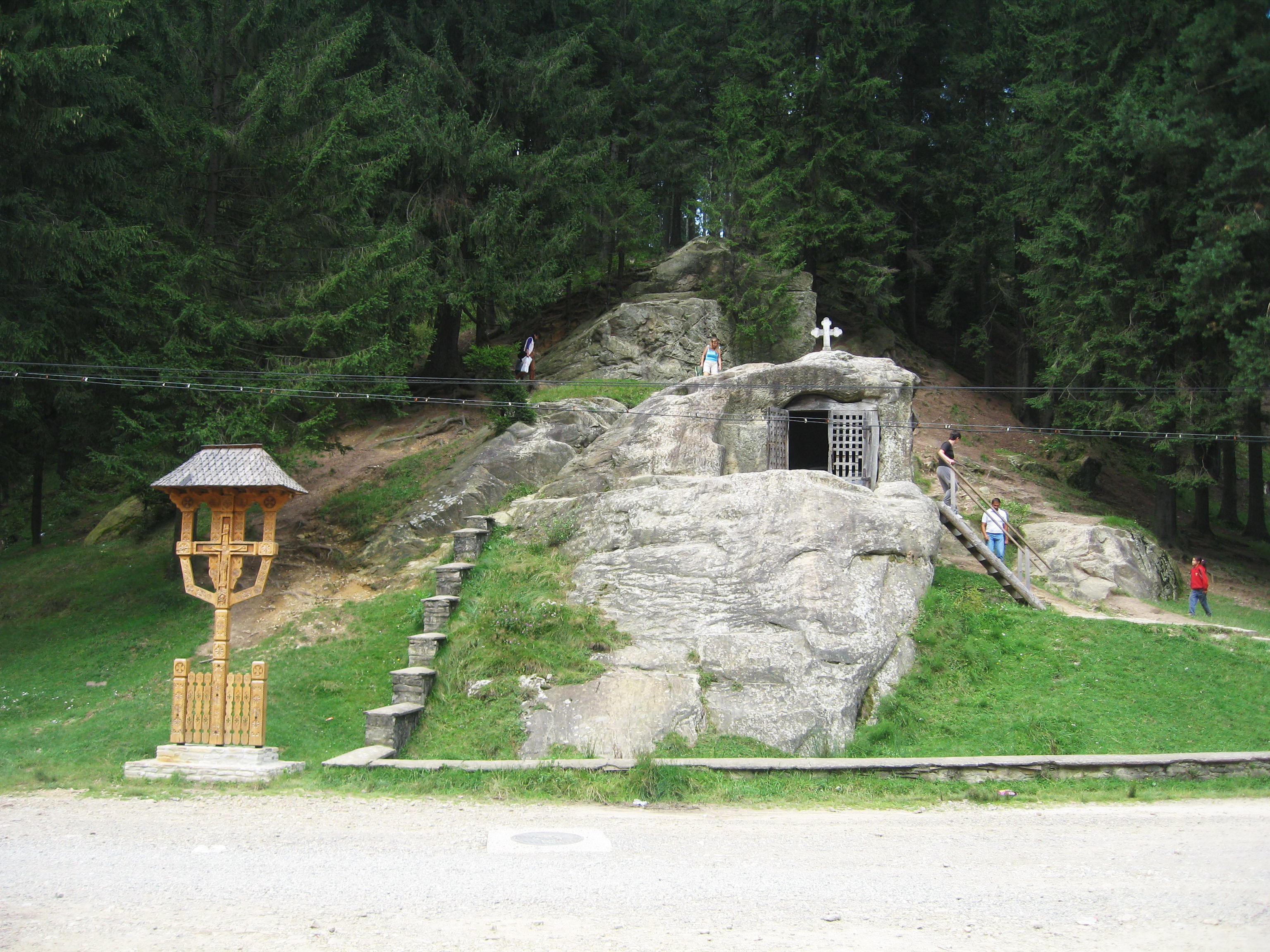
Chilia lui Daniil Sihastrul
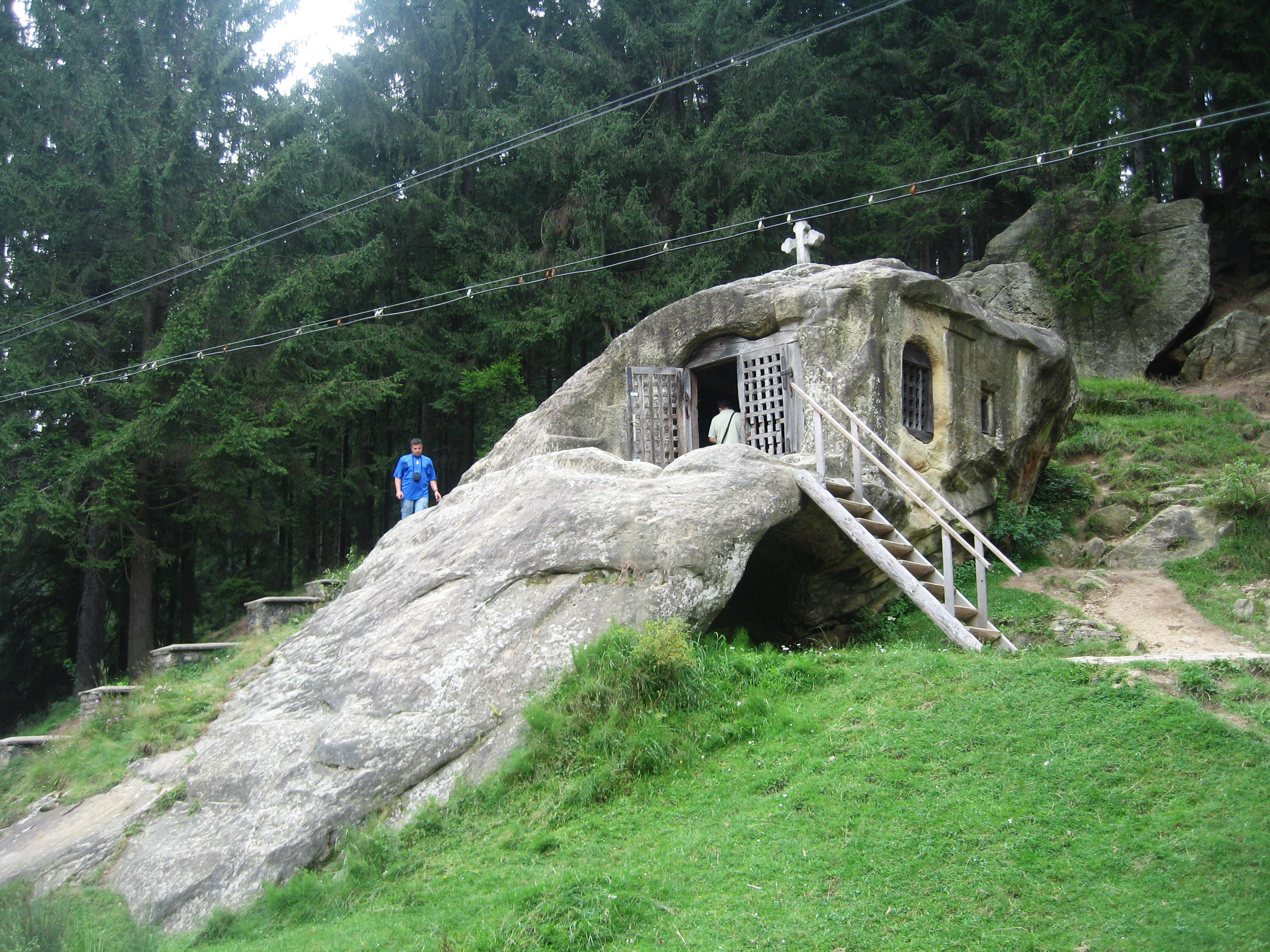
Chilia lui Daniil Sihastrul
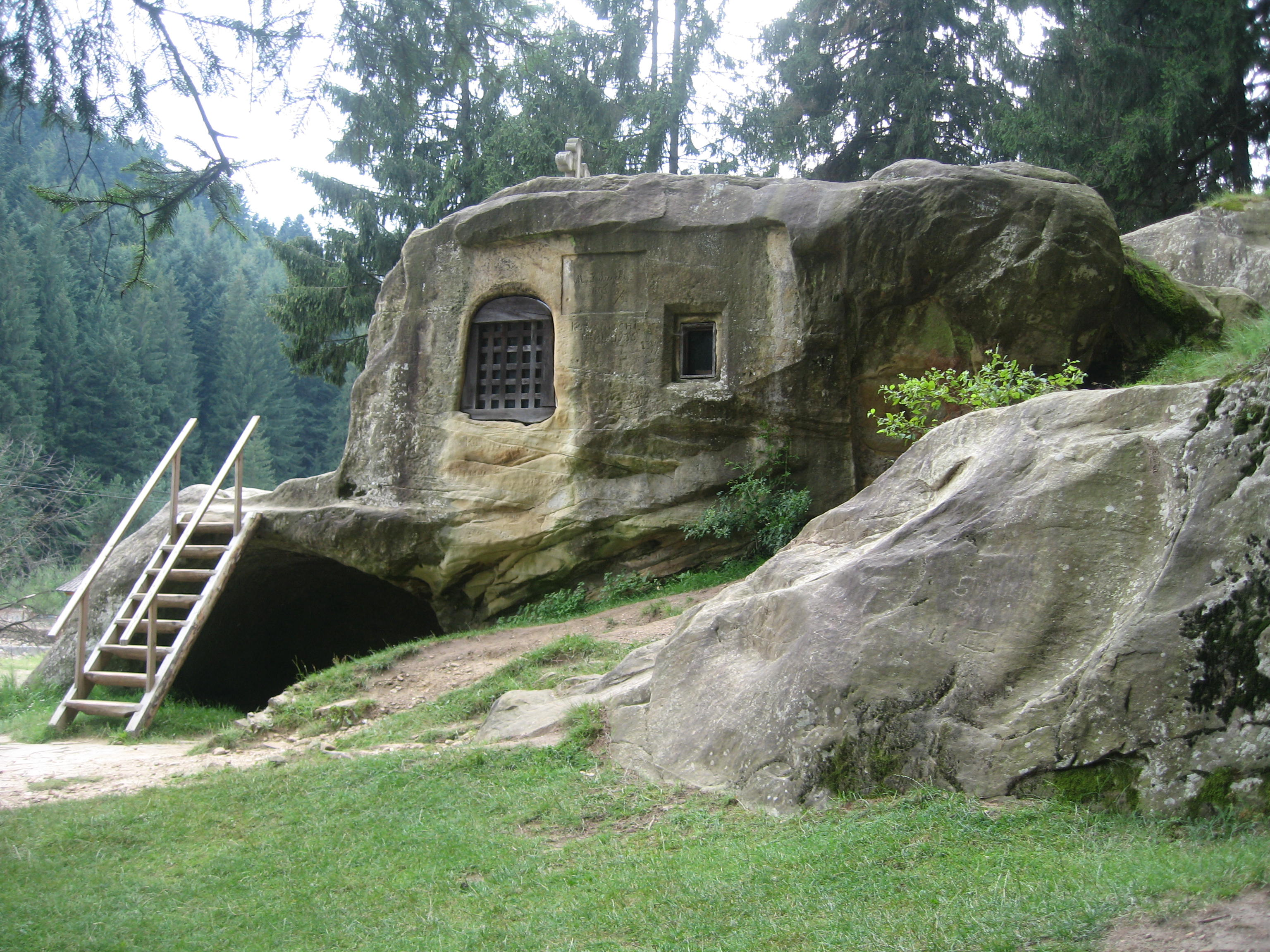
Chilia lui Daniil Sihastrul
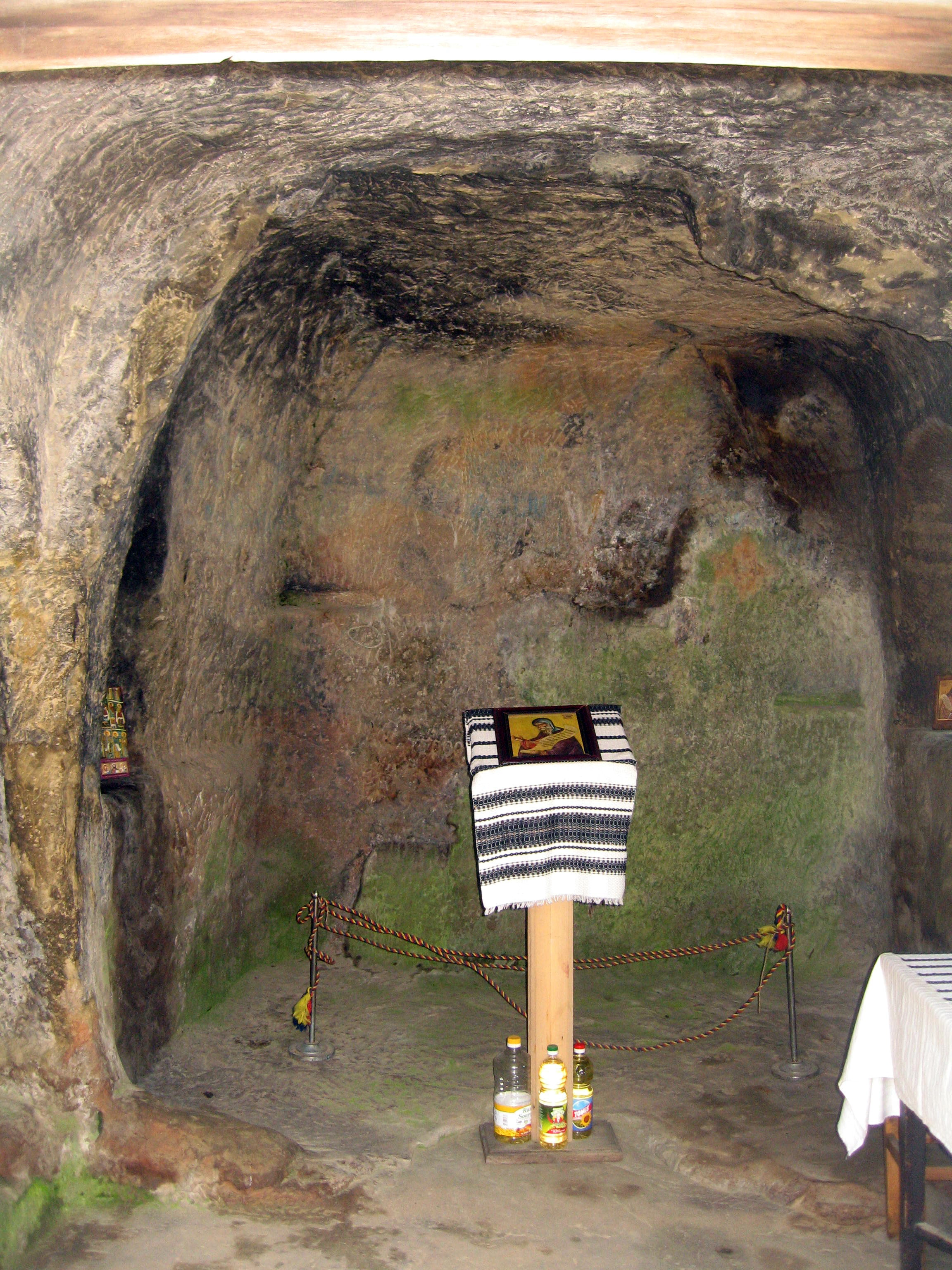
Paraclisul săpat în stâncă
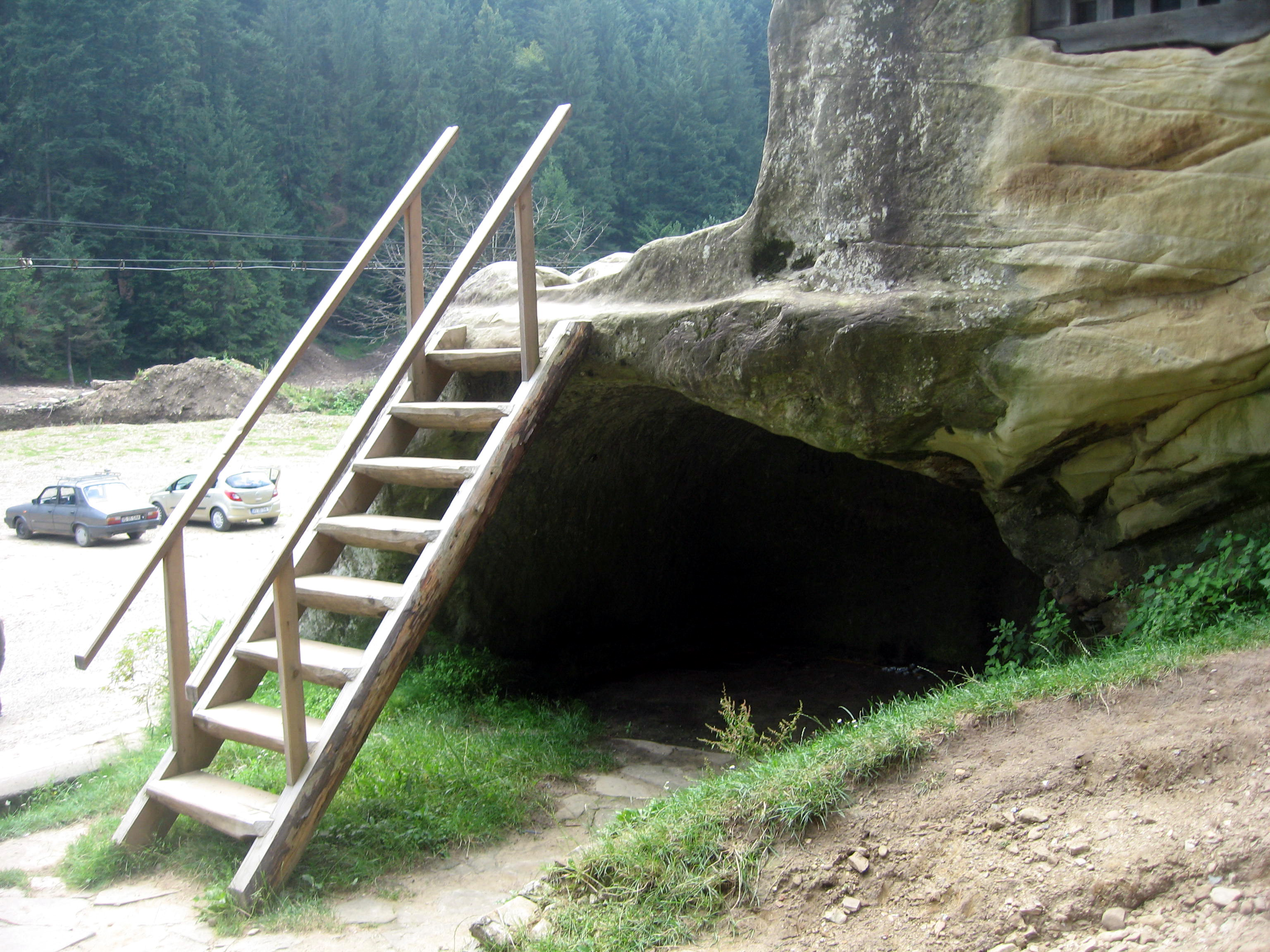
Chilia în care a locuit Daniil Sihastrul, sub paraclis
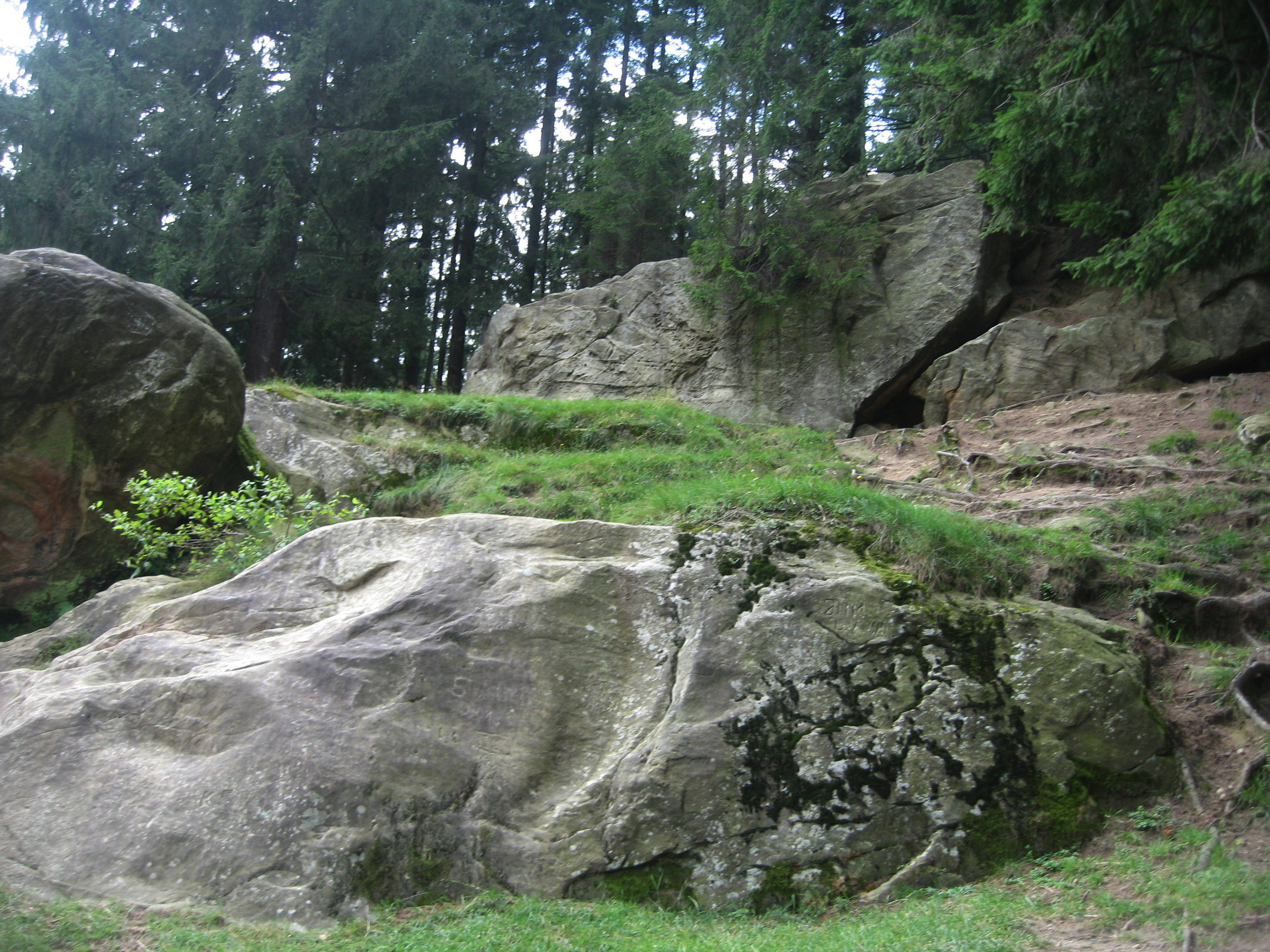
Stânci aflate în zona chiliei
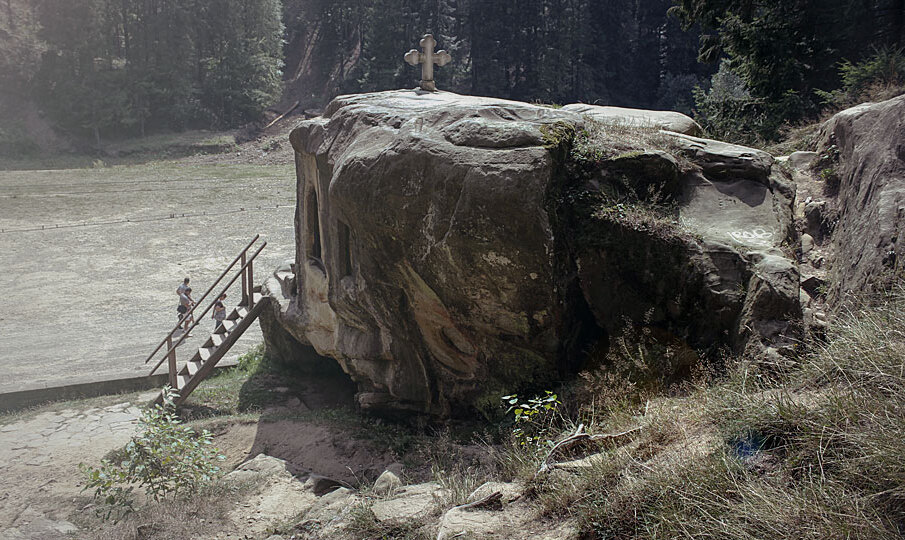
Chilia lui Daniil Sihastrul